# Codriophorus
Codriophorus ist eine Gattung von Laubmoosen aus der Unterfamilie Racomitrioideae innerhalb der Familie Grimmiaceae.

## Merkmale
Die kleinen oder mittelgroßen bis großen Pflanzen sind meist steif und starr, selten biegsam, und bilden gelbe, grüne, olivgrüne, graugrüne oder braune bis schwärzliche Rasen. Die kriechenden bis aufsteigenden Stämmchen sind gabelig, schwach büschelig oder fiederig verzweigt. Die Blätter sind zungenförmig bis lanzettlich, die Ränder meist auf einer oder beiden Seiten zurückgebogen, die Blattspitze abgerundet bis spitz. Die einfache Rippe reicht bis zur Blattmitte oder endet deutlich vor der Blattspitze. Gewöhnlich fehlt eine hyaline Glasspitze; falls vorhanden, ist sie glatt oder schwach gezähnelt.
Die Laminazellen haben knotig (stacheldrahtartig) verdickte Wände und sind verlängert bis linealisch, im oberen Blattbereich können sie auch isodiametrisch bis kurz rechteckig sein. Über den Zellwänden befinden sich meist deutliche große und flache Papillen; sie bedecken auch die Randbereiche der Zellen, sodass nur die Zellmitte frei bleibt.
Die Seta ist aufrecht und glatt, die Sporenkapsel eiförmig bis lang-zylindrisch, gerade, braun, rotbraun oder gelb-braun, die Peristomzähne sind bis zur Mitte oder bis zur Basis gespalten, die Kalyptra ist papillös.

## Verbreitung
Vorkommen gibt es in Europa, in den arktischen und gemäßigten Zonen Asiens, in Afrika, Nord- und Südamerika sowie auf atlantischen und pazifischen Inseln.

## Systematik
Die Gattung Codriophorus wurde (ebenso wie zwei weitere Gattungen, Bucklandiella und Niphotrichum) durch Ochyra et al. 2003 von der Gattung Racomitrium (im ehemaligen weiteren Sinn) abgespalten. Diese Aufteilung wird gegenwärtig in verschiedenen Floren allerdings nur teilweise mitvollzogen; in der untenstehenden Artenliste sind deshalb in Klammern auch die ehemaligen, derzeit noch oft verwendeten Artnamen mitangeführt.
Weltweit werden 15 Arten zur Gattung Codriophorus gezählt. In Deutschland, Österreich und der Schweiz vorkommende Arten sind:
- Codriophorus acicularis (Racomitrium aciculare)
- Codriophorus aquaticus (Racomitrium aquaticum)
- Codriophorus fascicularis (Racomitrium fasciculare)